# Marvin Hamlisch: What He Did for Love
Marvin Hamlisch: What He Did for Love es un documental de biografía y musical de 2013, dirigido por Dori Berinstein, que a su vez lo escribió y también es parte de la producción, en la fotografía estuvo Alan Deutsch y Jimmy O'Donnell, los protagonistas son Woody Allen, Ann-Margret y Carole Bayer Sager, entre otros. Esta obra se estrenó el 12 de octubre de 2013.

## Sinopsis
En el momento en que Marvin Hamlisch murió en agosto de 2012, el ambiente de la música, el teatro y el cine perdieron un gran talento. Fue aceptado en la Juilliard School de Nueva York a los 6 años y prontamente se destacó. Más adelante se transformó en el compositor preferido de productores de cine, Broadway y una presencia importante a nivel internacional en salas de conciertos.